# Parral (Ohio)
Parral és una població dels Estats Units a l'estat d'Ohio. Segons el cens del 2000 tenia 241 habitants.

## Demografia
Segons el cens del 2000, Parral tenia 241 habitants, 106 habitatges, i 71 famílies. La densitat de població era de 516,9 habitants per km².
Dels 106 habitatges en un 28,3% hi vivien nens de menys de 18 anys, en un 58,5% hi vivien parelles casades, en un 6,6% dones solteres, i en un 32,1% no eren unitats familiars. En el 27,4% dels habitatges hi vivien persones soles el 9,4% de les quals corresponia a persones de 65 anys o més que vivien soles. El nombre mitjà de persones vivint en cada habitatge era de 2,27 i el nombre mitjà de persones que vivien en cada família era de 2,78.
Per edats la població es repartia de la següent manera: un 22,4% tenia menys de 18 anys, un 2,1% entre 18 i 24, un 29,9% entre 25 i 44, un 29% de 45 a 60 i un 16,6% 65 anys o més.
L'edat mediana era de 42 anys. Per cada 100 dones de 18 o més anys hi havia 114,9 homes.
La renda mediana per habitatge era de 35.833 $ i la renda mediana per família de 41.023 $. Els homes tenien una renda mediana de 34.250 $ mentre que les dones 12.361 $. La renda per capita de la població era de 18.021 $. Aproximadament el 4% de les famílies i el 7% de la població estaven per davall del llindar de pobresa.

## Poblacions més properes
El següent diagrama mostra les poblacions més properes.